# Bahnhof Den Haag Laan van NOI
Der Bahnhof Den Haag Laan van NOI (ausgeschrieben Den Haag Laan van Nieuw Oost Indië) ist ein Durchgangsbahnhof der niederländischen Bahngesellschaft NS im Zentrum der niederländischen Großstadt Den Haag. Er ist nach den Bahnhöfen Den Haag HS und Den Haag Centraal der meistfrequentierte Bahnhof der Stadt. Er liegt an der Bahnstrecke von Rotterdam nach Amsterdam; diese zählt zu den wichtigsten und meistbefahrenen in den ganzen Niederlanden. Außerdem verkehrt noch die stadtbahnähnliche Randstadrail an zwei separaten Gleisen des Bahnhofs. Der Name des Bahnhofs leitet sich von der direkt darunter verlaufenden Straße Laan van Nieuw Oost-Indië (NOI) ab.

## Geschichte
Die Station liegt an einer der ältesten Eisenbahnstrecken in den Niederlanden. Der Teil der Linie zwischen Leiden und Den Haag wurde im Jahr 1843 eröffnet. Die Station Nieuw Oosteinde lag auf der Kreuzung mit der Laan van Nieuw Oost-Indië und war von 1843 bis 1864 in Betrieb. Eine neue Station wurde am 1. Mai 1907 an der gleichen Stelle entlang der neuen Strecke von Den Haag HS nach Scheveningen eröffnet. Im Jahre 1908 wurde die Hofpleinlijn zwischen Den Haag HS und Rotterdam Hofplein, welche ebenfalls über die Station verlief, eröffnet. Diese Strecke war die erste elektrifizierte Eisenbahnstrecke in den Niederlanden. Die beiden neuen Strecken folgten der Bahnstrecke Amsterdam–Rotterdam zwischen Den Haag HS und Laan van NOI, besaßen am Bahnhof aber keine Bahnsteige. Auch Züge zwischen Den Haag und Leiden hielten bis zum 15. Mai 1931 nicht an dieser Station. Die Strecke nach Scheveningen wurde 1953 stillgelegt. 1979 wurde eine neue Strecke nach Zoetermeer eröffnet. Sowohl die Strecke nach Rotterdam Hofplein als auch die Strecke nach Zoetermeer wurden 2006 auf den Metrobetrieb der Randstadrail umgebaut.

## Streckenverbindungen
Im Jahresfahrplan 2022 verkehren folgende Linien:
| Zugtyp    | Linienverlauf | Frequenz |
| --------- | --- | --- |
| Intercity | Amsterdam Centraal – Amsterdam Sloterdijk – Haarlem – Leiden Centraal – Den Haag Laan van NOI – Den Haag HS – Delft – Rotterdam Centraal – Dordrecht – Roosendaal – Vlissingen                                                     | halbstündlich (hält stündlich sowie abends und am Wochenende ganztägig an allen Bahnhöfen zwischen Bergen op Zoom und Vlissingen) |
| Intercity | Lelystad Centrum – Almere Centrum – Amsterdam Zuid – Schiphol Airport – Leiden Centraal – Den Haag Laan van NOI – Den Haag HS – Delft – Rotterdam Centraal – Dordrecht                                                             | halbstündlich (fährt nicht nach 20 Uhr)                                                                                           |
| Intercity | Arnhem Centraal – Ede-Wageningen – Utrecht Centraal – Amsterdam Zuid – Schiphol Airport – Leiden Centraal – Den Haag Laan van NOI – Den Haag HS – Delft – Schiedam Centrum – Rotterdam Centraal                                    | halbstündlich (fährt nicht nach 20 Uhr und am Wochenende)                                                                         |
| Intercity | Dordrecht – Rotterdam Centraal – Schiedam Centrum – Delft – Den Haag HS – Den Haag Laan van NOI – Leiden Centraal – Schiphol Airport – Amsterdam Zuid – Utrecht Centraal – ’s-Hertogenbosch – Eindhoven Centraal – Helmond – Venlo | halbstündlich (fährt nur abends und sonntags)                                                                                     |
| Sprinter  | (Den Haag Centraal – Den Haag Laan van NOI – Leiden Centraal –) Hoofddorp – Schiphol Airport – Zaandam – Purmerend – Hoorn – Hoorn Kersenboogerd                                                                                   | halbstündlich (fährt nach 19 Uhr und am Wochenende nicht zwischen Den Haag Centraal und Hoofddorp)                                |
| Sprinter  | (Den Haag Centraal –) Den Haag Laan van NOI – Leiden Centraal – Schiphol Airport – Amsterdam Sloterdijk – Amsterdam Centraal | halbstündlich (fährt nur nach 19 Uhr und am Wochenende zwischen Den Haag Centraal und Leiden Centraal)                            |
| Sprinter  | (Den Haag Centraal – Den Haag Laan van NOI –) Leiden Centraal – Heemstede-Aerdenhout – Haarlem | halbstündlich (fährt nach 20 Uhr und am Wochenende nicht zwischen Den Haag Centraal und Leiden Centraal)                          |